# Africophanes amicus
Africophanes amicus är en skalbaggsart som först beskrevs av White 1855.  Africophanes amicus ingår i släktet Africophanes och familjen långhorningar.
Artens utbredningsområde är:
- Moçambique.
- Zimbabwe.

Inga underarter finns listade i Catalogue of Life.